# 横浜市瀬谷スポーツセンター
横浜市瀬谷スポーツセンター（よこはましせやスポーツセンター）は、横浜市瀬谷区南台にあるスポーツ施設。1987年（昭和62年）11月15日開設。横浜市が保有し、（公財）横浜市スポーツ協会が指定管理者として運営を行っている。

## 概要
「スポーツ、レクリエーション等の振興を図り、市民の心身の健全な発達に寄与する」ことが設置目的とされる。3つの体育館とトレーニングルーム、研修室を有しており、個人利用や団体利用が可能である。

## 施設
出典
- 第1体育館
  - 縦：30 m × 横：36 m　高さ：12.5 m（面積：約1,080 ㎡）
  - バドミントン6面、卓球24台、バスケットボール2面、バレーボール2面
- 第2体育館
  - 縦：30 m × 横：18 m × 高さ：8 m（面積：約540 ㎡）
  - バドミントン3面、バスケットボール1面、バレーボール1面
- 第3体育館
  - 縦：16 m × 横：15.5 m × 高さ：4.4 m（面積：約248 ㎡）
  - 空手・剣道・ダンス・ヨガ・太極拳・体操など
- トレーニング室
  - 面積：176 ㎡
  - 用具：トレッドミル、アップライトバイク、チェストプレス、オーバーヘッドプレス、ラットプルダウン、フライ/リアデルト、トーソローテーション、レッグカール、レッグエクステンション、バイセップスカール、レッグプレス、トータルヒップ、ベルトバイブレーター、ジョーバ、スミスマシン、パワーラック
- その他、研修室、更衣室、シャワールーム、ロッカー、放送設備、移動式観覧席など

## プログラム
スポーツ系（バドミントン、卓球など）、エクササイズ系（エアロビクス、ヨガなど）、ダンス系（バレエ、ヒップホップなど）、健康づくり（体操、太極拳など）、子供向け教室、カルチャー（書道、コーラス）などのプログラムを行っている。
「定期教室」は春夏秋冬の4季に分けて募集し、毎週同じ曜日に行う。「ワンデーレッスン」は予約不要・当日受付で参加する。

## アクセス
- 相鉄本線三ツ境駅より南瀬谷小学校（旭27系統）ゆきバスで「瀬谷スポーツセンター」バス停徒歩1分。
- 相鉄線三ツ境駅より徒歩約25分、相鉄線瀬谷駅より徒歩約20分。
- 有料駐車場：第1駐車場19台 第2駐車場29台